# Max Cartier

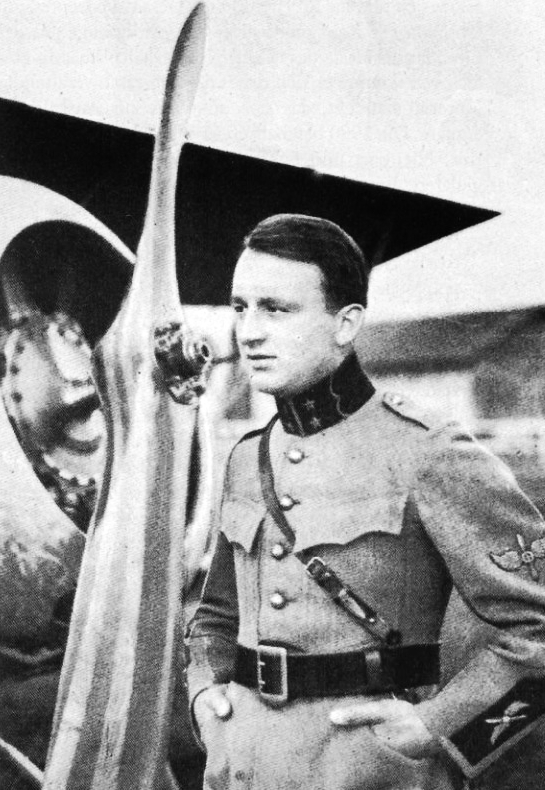
Max Cartier, Oberleutnant

Max Cartier (* 29. Mai 1896 in Olten; † 24. Januar 1928 in Thun) war ein Schweizer Pilot. Er war Testpilot und einer der ersten Postflieger der Schweiz. Cartier zählt nach Walter Mittelholzer und Oskar Bider zu den bekanntesten Schweizer Piloten.

## Leben und Werk
Max Cartier trat nach seiner Schulzeit in die Oltner Werkstätte der SBB ein und arbeitete nach seiner Lehre 1916 als Mechaniker auf dem 1910 eröffneten Militärflugplatz Dübendorf. Dort holte er sich das Rüstzeug zu seinem Beruf und die grosse praktisch-technische Überlegenheit, die sich später mit seinem fliegerischen Talent paarte und ihn auszeichnete. Oskar Bider erkannte Cartiers Talente und nahm ihn nach der Pilotenschule in seine eigene Fliegerklasse auf. Nachdem Cartier im Solothurner Infanterie-Regiment 11 Dienst geleistet hatte, erwarb er 1917 sein Pilotenbrevet und wurde von Bider zum Leutnant der Fliegergruppe befördert.
Nach Kriegsende im Spätherbst 1918, als auch die in Dübendorf stationierten Militärpiloten demobilisierten, wechselte Cartier in die neu gegründete Luftverkehrsgesellschaft Ad Astra Aero, wo er vorerst die Wasserflugzeuge (Flugboote) vom Typ «Savoia» oder den Hydroplan «Macchi-Nieuport» flog. Diese Flüge führten Cartier mehrmals über die Alpen, und er wasserte auf allen grösseren Schweizer Seen. Cartier wurde an viele Flugtage geschickt, die zu jener Zeit mancherorts veranstaltet wurden, um für die aufkommende Zivilaviatik zu werben.

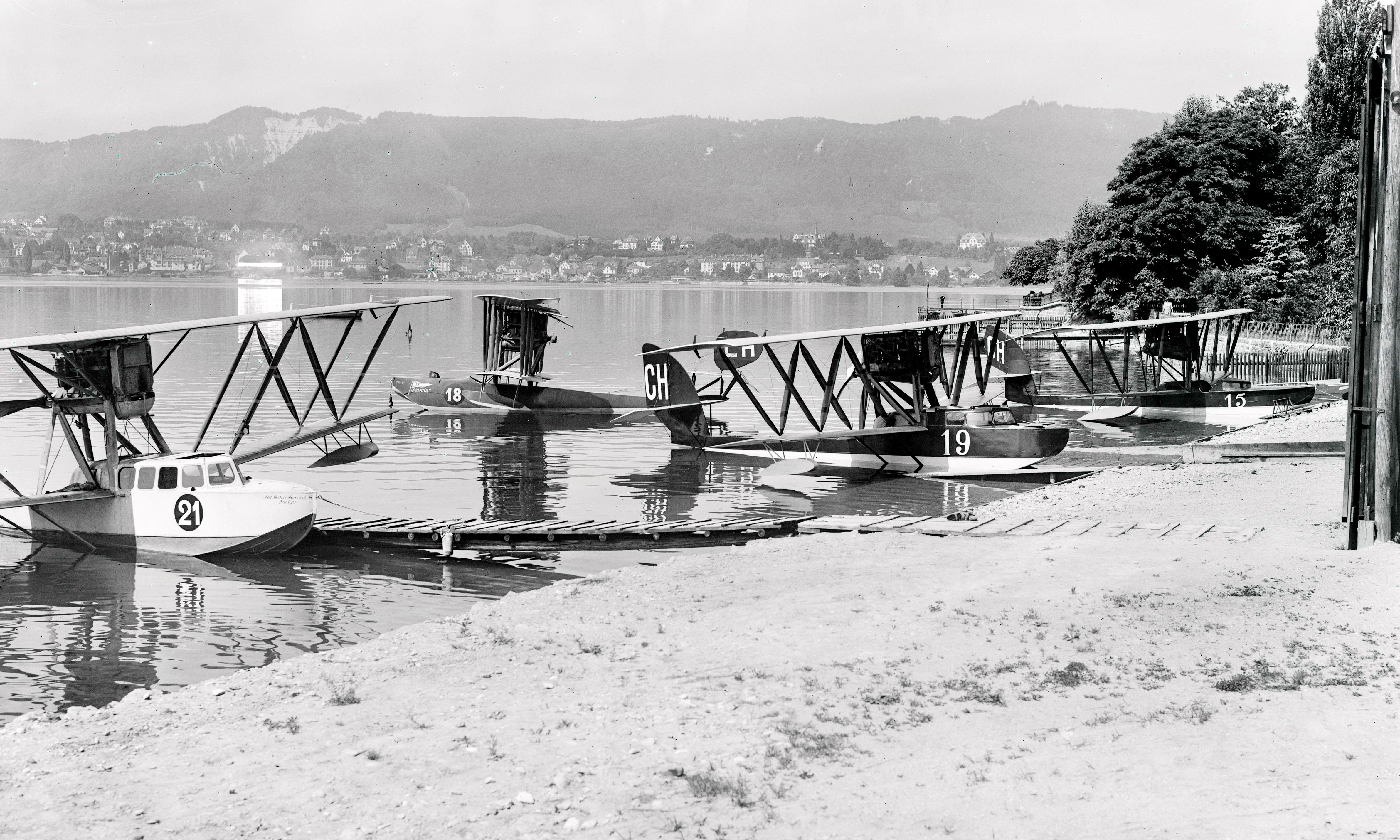
Flugboote der Ad Astra Aero am Zürichhorn

Als die erste Luftpostlinie Zürich (Dübendorf) – Bern (Kirchlindach) – Lausanne – Genf eröffnet wurde, flog Cartier mit dem Militärflugzeug DH-3 täglich als Postflieger, mit Ausnahme des Sonntags oder wenn das Wetter zu schlecht war. Er wurde nach Kirchlindach, dem damaligen Berner Flughafen, versetzt und gleichzeitig zu dessen Chef ernannt. Von dort aus startete er mit oder ohne Fluggäste zu Alpenrundflügen.
Zusammen mit der Oltner Offiziersgesellschaft und dem Oltner Aviatiker Max Buri erreichte Cartier bei der Direktion für Militärflugplätze in Dübendorf die Zusicherung, mit einem Militärfluggeschwader – ausgerüstet mit Haefeli-DH-3-Doppeldeckern – am 27. Juli 1919 in Olten auf der Altmatt den ersten Flugtag durchzuführen.
1921 beendete Cartier seine Tätigkeit als Verkehrsflieger und folgte der Berufung an die Eidgenössische Konstruktionswerkstätte «K+W» in Thun. Dort arbeitete er als Testpilot.

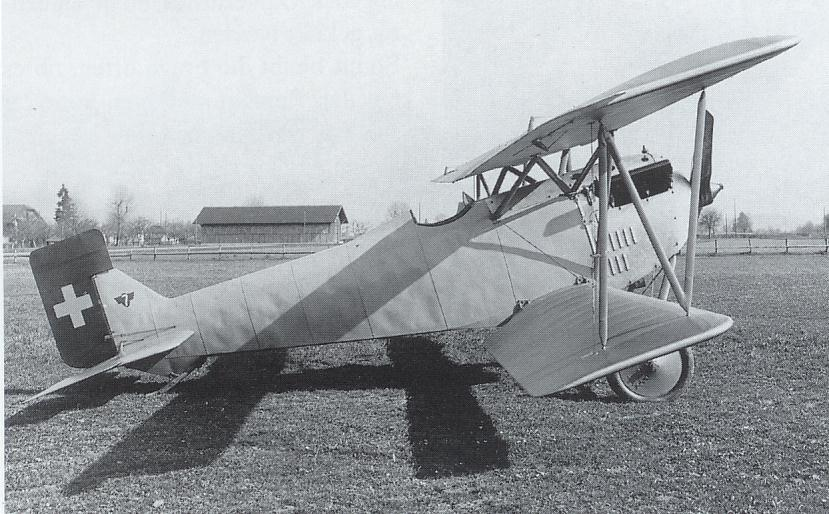
MA-7 aus der K+W in Thun

Am 23. April 1925 flog Cartier mit dem Jagdflugzeug MA-7 auf 9800 Meter über Meer, was ihm den schweizerischen Höhenrekord einbrachte und international Beachtung fand.
Am 24. Januar 1928 startete Cartier für Versuchsflüge den mit einem 450-PS-Motor übermotorisierten Doppeldecker-Prototyp MA-8a der Eidgenössischen Konstruktionswerkstätte. Bei der Absolvierung des Kunstflugprogramms flog Cartier zwei Loopings. Beim zweiten, kurz vor dem Erreichen des Scheitelpunktes, brach in einer Höhe von 500 Metern die Tragwerksstrebe rechts, die untere Fläche klappte nach oben, und beide Flügel trennten sich vom Rumpf. Das Flugzeug stürzte mit grosser Geschwindigkeit senkrecht bei der «Kleinen Allmend» zur Erde. Der Rumpf zerschellte; Cartier wurde aus dem Cockpit geschleudert und kam ums Leben. Er hinterliess seine Frau und seinen zweijährigen Sohn.
Die zur Abklärung eingesetzte Untersuchungskommission deckte gravierende Konstruktionsmängel auf, was in der «K+W» zu disziplinarischen Massnahmen führte. Der Chefkonstrukteur August Haefeli verliess die «K+W» noch im selben Jahr. Unter neuer Leitung wurden noch rund 10 Jahre Flugzeuge in Thun gebaut, jedoch fast ausschliesslich französische und holländische Lizenzbauten.

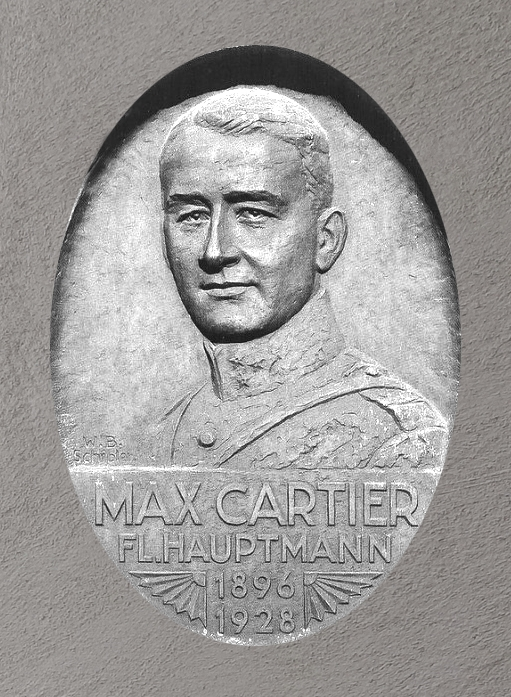
Denkmal auf dem Flugplatz Gheid

Am 22. Juli 1930 wurde auf dem Flugplatz «Gheid» in Olten ein Gedenkstein für Cartier eingeweiht. In Solothurn erinnert seit 1968 der von Hans Borer geschaffene steinerne Ikarus bei der reformierten Stadtkirche an neun Flugpioniere aus dem Kanton Solothurn, die einen frühen Tod gefunden haben; neben Max Cartier sind dies Adolf Schaedler, Theodor Borrer, Werner Bodmer, Alexander Frei, Paul Ziegler, Gottfried Guéniat, Eugen Bouché und Ernst Gerber.

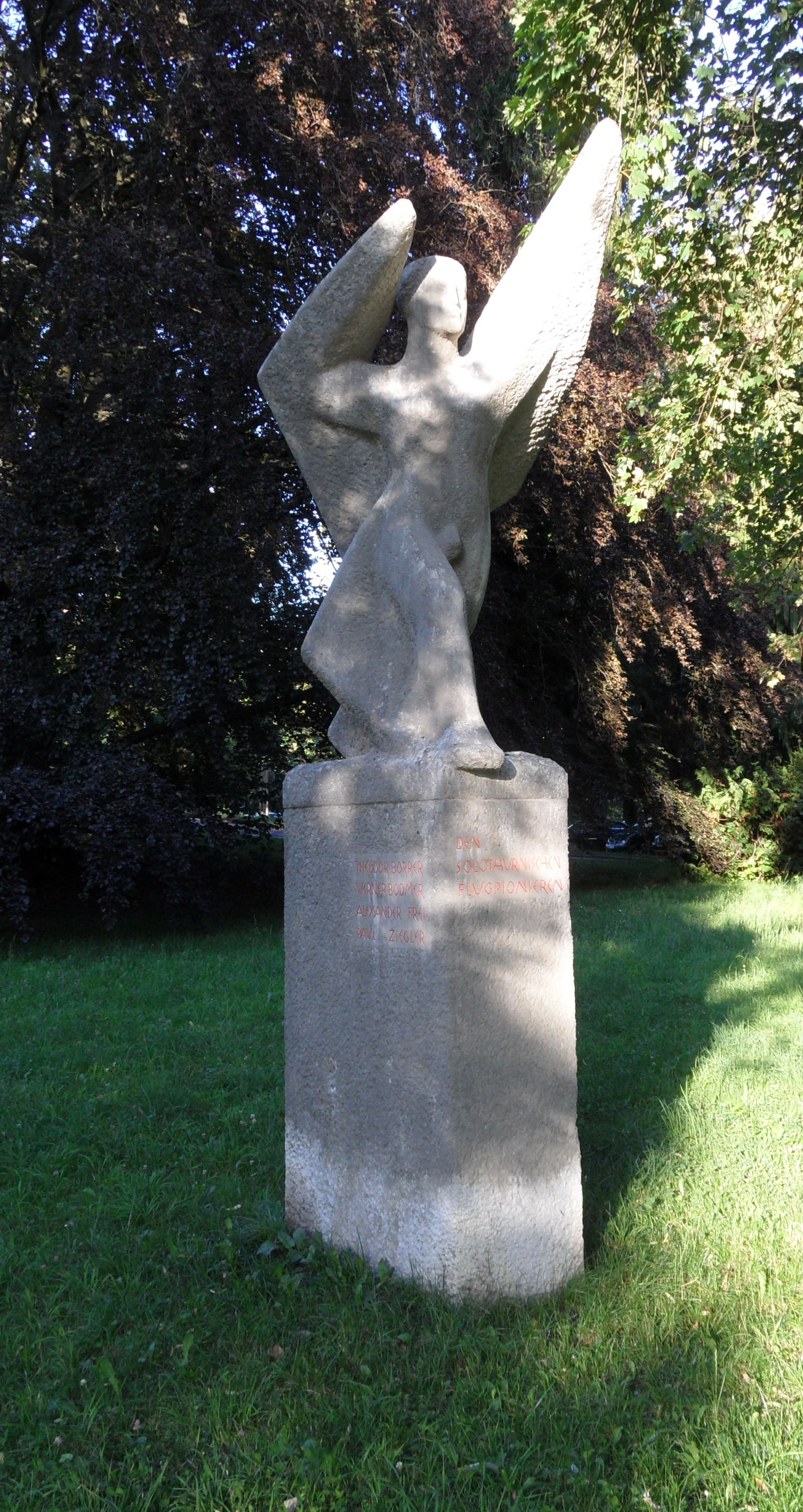
Fliegerdenkmal von Hans Borer
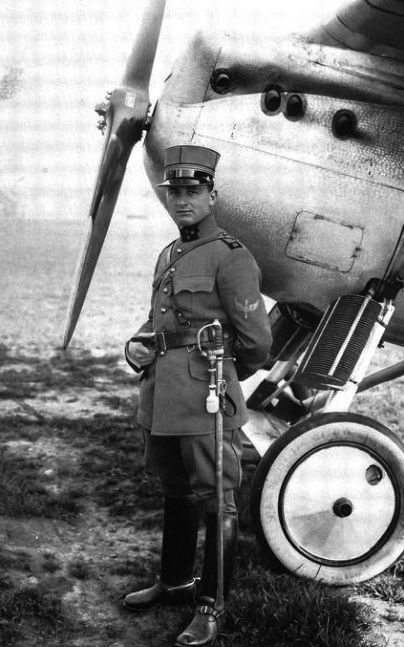
Max Cartier, Testpilot
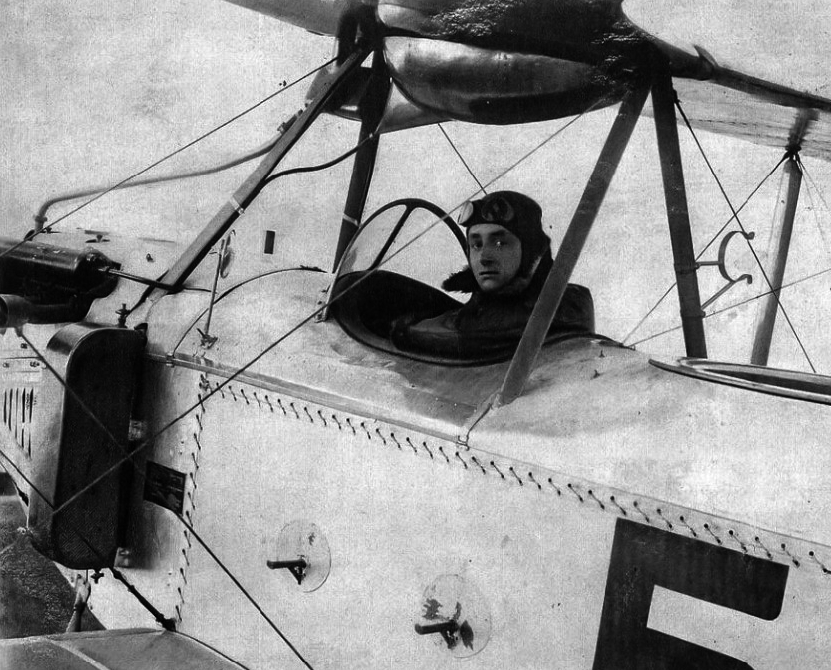
Max Cartier, Flugpionier